# 玉川舟調
玉川 舟調（たまがわ しゅうちょう、生没年不詳）とは、江戸時代の浮世絵師。

## 来歴
一筆斎文調の門人。寛政から享和（1789年〜1804年）の頃、錦絵隆盛期の絵師で、錦絵と黄表紙の挿絵を描いている。代表作として大判の錦絵「風流化粧鏡」、「四季子供遊び」などがあげられる。このような美人画の他に上野東叡山や両国夕涼み風景を描いた浮絵もみられる。また享和3年（1803年）刊行の黄表紙『仇討備前徳利』(馬光仙作)の挿絵を描いている。かつて、喜多川歌麿の門人かとされた時期もあった。
窪俊満による文調七回忌追善の摺物の中に「門葉の文康舟調など聞ゆる人々」とある。

## 作品
- 「梅に鷹」　柱絵
- 「夕霧伊左衛門」　柱絵
- 「絵合八景　お七吉三」　間判
- 「風流やつし　川津俣野」　間判　子供絵
- 「風流化粧鏡　乳のみ」　大判
- 「風流相性鏡」　大判